# Saint-Jean-de-Nay
Saint-Jean-de-Nay – miejscowość i gmina we Francji, w regionie Owernia-Rodan-Alpy, w departamencie Górna Loara.
Według danych na rok 1990 gminę zamieszkiwało 497 osób, a gęstość zaludnienia wynosiła 18 osób/km² (wśród 1310 gmin Owernii Saint-Jean-de-Nay plasuje się na 410. miejscu pod względem liczby ludności, natomiast pod względem powierzchni na miejscu 261.).